# Marie-Renée Oget
Marie-Renée Oget, née le 26 janvier 1945 à Rostrenen (Côtes-du-Nord), est une femme politique française.
Elle est élue députée le 16 juin 2002, pour la XIIe législature (2002-2007), puis réélue le 17 juin 2007 pour la XIIIe législature (2007-2012) dans la quatrième circonscription des Côtes-d'Armor. Elle fait partie du groupe socialiste, radical et citoyen et est membre de la commission des affaires culturelles, familiales et sociales de l'Assemblée nationale.

## Mandats
A l'Assemblée nationale
- 19/06/2002 - 19/06/2007 : députée de la quatrième circonscription des Côtes-d'Armor
- 20/06/2007 - 19/06/2012 : députée de la quatrième circonscription des Côtes-d'Armor

Au Conseil régional de Bretagne
- 01/01/1997 - 15/03/1998 : membre du Conseil régional de Bretagne
- 16/03/1998 - 31/08/2002 : membre du Conseil régional de Bretagne

A la mairie de Treffrin
- 2001 - 2014 : maire de Treffrin, Côtes-d'Armor

Mandat intercommunal
- 1998-2006 : 1re vice-présidente de la Communauté de communes du Kreiz-Breizh